# クイックシルバー (色)
クイックシルバー（Spanish gray）とは、スパニッシュグレーやダークグレーに近い色で無彩色の一種。クイックシルバーは水銀などを意味する。

## 近似色
- スパニッシュグレー
- ダークグレー